# Verlag für fremdsprachige Literatur (Peking)
Der Verlag für fremdsprachige Literatur (chinesisch 外文出版社, Pinyin Wàiwén chūbǎnshè) in Peking gehört zum Fremdsprachenamt Chinas. Er ist für die Herausgabe und Publikation von chinesischer Literatur sowie von Lehr- und Wörterbüchern zuständig.
Der Vorläufer des Verlags wurde im November 1949 nach dem Vorbild des Verlags für fremdsprachige Literatur in Moskau gegründet. Seinen heutigen Namen erhielt er am 1. Juli 1952 und er wurde zum zentralen Organ für die Herausgabe fremdsprachiger Bücher und Zeitschriften gemacht.
Neben politischen Texten wie den Werken von Mao Zedong und anderen chinesischen Politikern übersetzte und veröffentlichte der Verlag auch chinesische Belletristik und marxistische Klassiker in mehrere Dutzend Sprachen, darunter auch Deutsch. Er beschäftigte mehrere muttersprachliche Lektoren und Übersetzer, darunter die aus Österreich stammenden Ruth Weiß, Fritz Jensen und Ernst Schwarz, die Deutschen Käthe Zhao, Harry Thürk,  Friedemann Berger und Ernst Zorer, die Französin Denise Ly-Lebreton, die Engländerin Gladys Yang (geb. Tayler) sowie die aus den USA stammenden Sidney Shapiro und Betty Chandler.
Der Verlag „Neue Welt“ (Xīn shìjiè chūbǎnshè 新世界出版社) ist eine Tochtergesellschaft des Verlags für fremdsprachige Literatur. 1986 wurden der Verlag „Sinolingua“ (Huáyǔ jiàoxué chūbǎnshè 华语教学出版社) für Chinesisch-Lehrbücher und der Verlag „Dolphin Books“ (Hǎitún chūbǎnshè 海豚出版社) für Kinderliteratur als Tochtergesellschaften gegründet.